# Mirosław Stanisław Wachowski
Mons. Mirosław Stanisław Wachowski (* 8. května 1970, Pisz) je polský římskokatolický kněz a podsekretář pro vztahy se státy Státního sekretariátu.

## Život
Narodil se 8. května 1970 v Piszu.
Základní školu navštěvoval v Piszu a poté studoval Lesní školu v Ruciane-Nida. Následně vstoupil do kněžského semináře. Dne 15. června 1996 byl vysvěcen na kněze a byl inkardinován do diecéze Ełk. Po vysvěcení byl kaplanem ve farnosti Nejsvětějšího Srdce Ježíšova v Augustově. Poté byl poslán do Říma, kde na Papežské lateránské univerzitě získal doktorát z kanonického práva. Následně pokračoval ve studiu na Papežské církevní akademii. Po studiu odešel do diplomatických služeb Svatého stolce.
Dne 1. července 2004 se stal sekretářem apoštolské nunciatury v Senegalu a poté působil v mezinárodních organizacích ve Vídni, Polsku a následně vstoupil do Státního sekretariátu. Mezitím mu byl udělen titul Monsignor.
Dne 24. října 2019 jej papež František jmenoval podsekretářem pro vztahy se státy.
Dne 17. prosince 2013 mu byl udělen titul Prelát Jeho Svatosti.
Hovoří italsky, anglicky, francouzsky a rusky.